# Pattinaggio di velocità agli VIII Giochi olimpici invernali - 500 m maschile
La competizione dei 500 m maschili di pattinaggio di velocità agli VIII Giochi olimpici invernali si è svolta il giorno 24 febbraio 1960 sulla pista del  Olympic Skating Rink a Squaw Valley.

## Risultati
| Pos.    | Atleta                | Nazione          | Tempo | Note            |
| ------- | --------------------- | ---------------- | ----- | --------------- |
| Oro     | Evgenij Grišin        | Unione Sovietica | 40"2  | Record olimpico |
| Argento | William Disney        | Stati Uniti      | 40"3  |                 |
| Bronzo  | Rafaėl' Grač          | Unione Sovietica | 40"4  |                 |
| 4       | Hans Wilhelmsson      | Svezia           | 40"5  |                 |
| 5       | Gennady Voronin       | Unione Sovietica | 40"7  |                 |
| 6       | Alv Gjestvang         | Norvegia         | 40"8  |                 |
| 7       | Richard McDermott     | Stati Uniti      | 40"9  |                 |
| 7       | Toivo Salonen         | Finlandia        | 40"9  |                 |
| 9       | Fumio Nagakubo        | Giappone         | 41"1  |                 |
| 10      | Hendrik van der Grift | Paesi Bassi      | 41"2  |                 |
| 10      | Jurij Malyšev         | Unione Sovietica | 41"2  |                 |
| 10      | Eddie Rudolph Jr.     | Stati Uniti      | 41"2  |                 |
| 13      | Colin Hickey          | Australia        | 41"3  |                 |
| 14      | Hroar Elvenes         | Norvegia         | 41"4  |                 |
| 15      | André Kouprianoff     | Francia          | 41"5  |                 |
| 16      | Yoshitaki Hori        | Giappone         | 41"8  |                 |
| 16      | Juhani Järvinen       | Finlandia        | 41"8  |                 |
| 18      | Raymond Gilloz        | Francia          | 42"0  |                 |
| 19      | Leo Tynkkynen         | Finlandia        | 42"1  |                 |
| 20      | Knut Johannesen       | Norvegia         | 42"3  |                 |
| 20      | Helmut Kuhnert        | Germania         | 42"3  |                 |
| 20      | Herbert Söllner       | Germania         | 42"3  |                 |
| 20      | Günther Tilch         | Germania         | 42"3  |                 |
| 24      | Nils Aaness           | Norvegia         | 42"5  |                 |
| 24      | Manfred Schüler       | Germania         | 42"5  |                 |
| 26      | Per-Olof Brogren      | Svezia           | 42"7  |                 |
| 27      | Johnny Sands          | Canada           | 42"8  |                 |
| 28      | Wim de Graaff         | Paesi Bassi      | 42"9  |                 |
| 29      | Franz Offenberger     | Austria          | 43"0  |                 |
| 30      | Olle Dahlberg         | Svezia           | 43"1  |                 |
| 30      | Ralf Olin             | Canada           | 43"1  |                 |
| 32      | Mario Gios            | Italia           | 43"3  |                 |
| 33      | Jan Pesman            | Paesi Bassi      | 43"4  |                 |
| 33      | Gunnar Sjölin         | Svezia           | 43"4  |                 |
| 35      | Roy Tutty             | Australia        | 43"5  |                 |
| 36      | Takeo Mizoo           | Giappone         | 43"7  |                 |
| 36      | Antonio Nitto         | Italia           | 43"7  |                 |
| 38      | Terence Monaghan      | Gran Bretagna    | 44"0  |                 |
| 39      | Renato De Riva        | Italia           | 44"1  |                 |
| 40      | Hermann Strutz        | Austria          | 44"4  |                 |
| 41      | Lawrence Mason        | Canada           | 44"7  |                 |
| 42      | Jouko Jokinen         | Finlandia        | 45"1  |                 |
| 43      | Shinkichi Takemura    | Giappone         | 45"9  |                 |
| 44      | Jang Yeong            | Corea del Sud    | 50"0  |                 |
| -       | Bill Carow            | Stati Uniti      | Rit.  |                 |
| -       | Terry Malkin          | Gran Bretagna    | Rit.  |                 |